# Ядерна енергетика

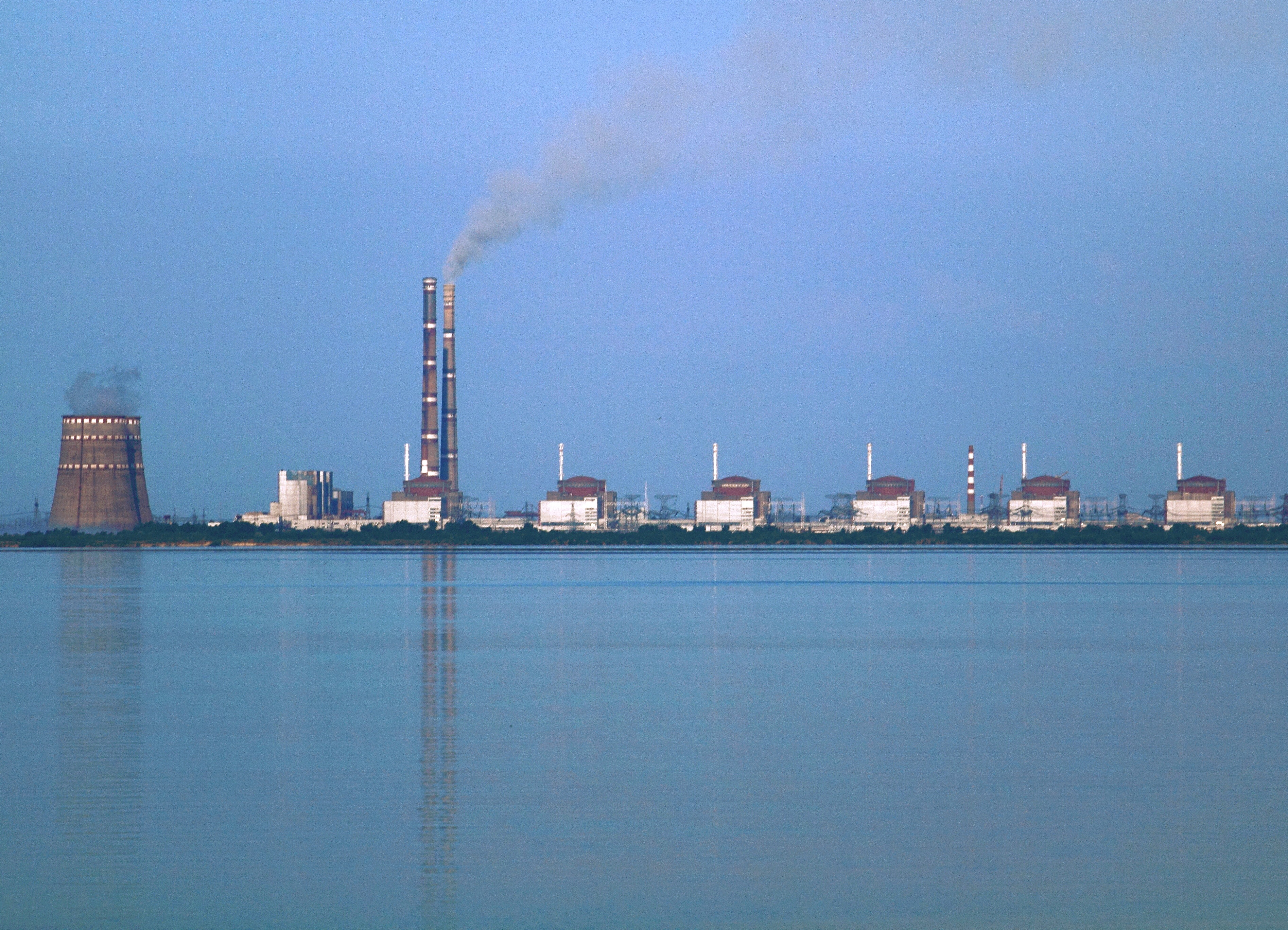
Запорізька АЕС — найбільша електростанція Європи

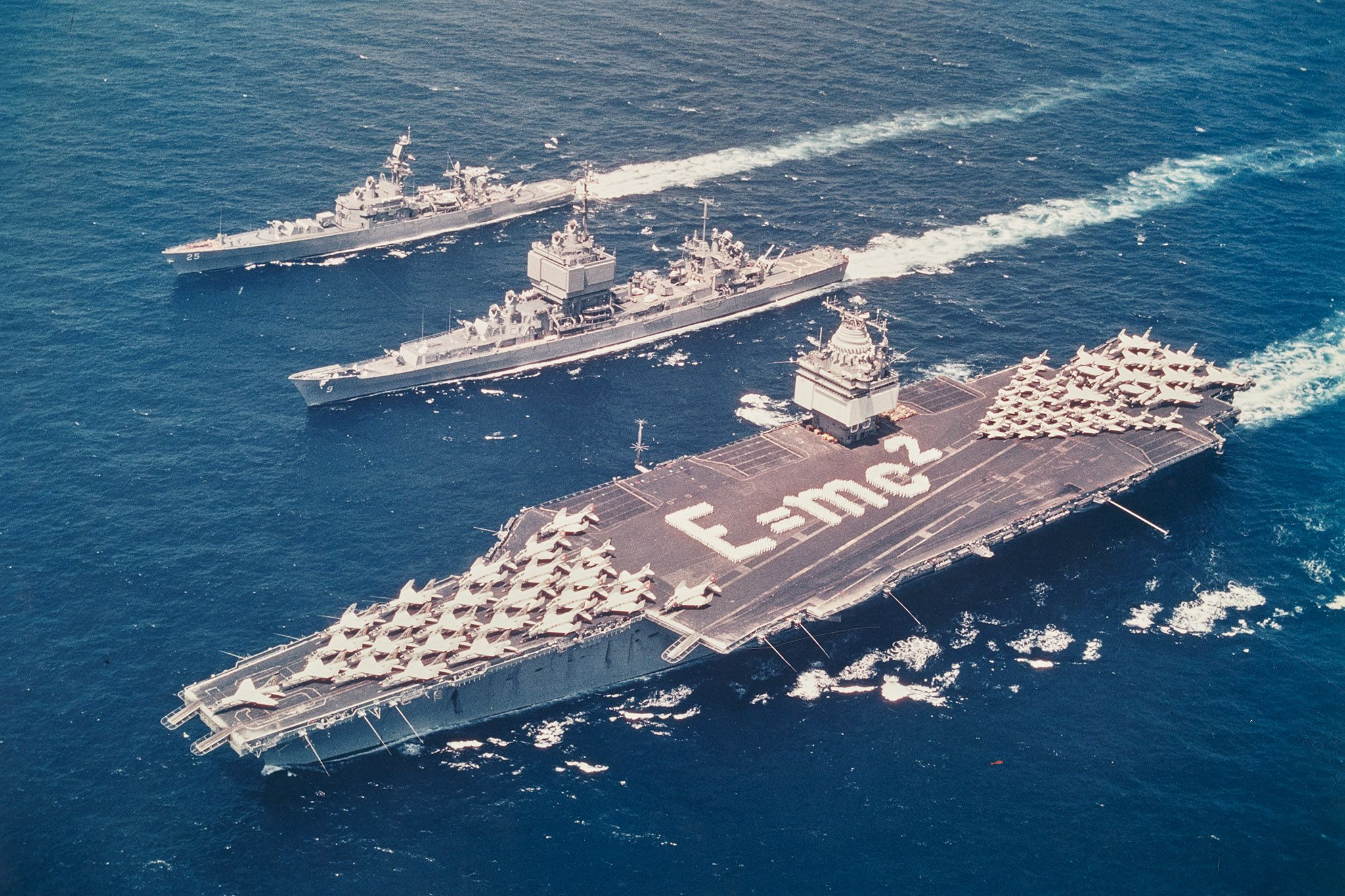
Три американські військові кораблі з ядерним приводом USS Bainbridge та USS Long Beach з USS Enterprise, першим ядерним авіаносцем (1964). Моряки складають на палубі формулу Ейнштейна E = mc^{2}

Я́дерна енерге́тика, або а́томна енерге́тика — галузь енергетики, що використовує ядерну енергію для електрифікації і теплофікації; галузь науки і техніки, що розробляє методи і засоби перетворення ядерної енергії в електричну і теплову.
Перевагами ядерної енергетики перед енергетикою інших видів є велика теплотворна здатність ядерного палива (у 2 млн разів більша, ніж нафти, і в 3 млн разів більша, ніж вугілля), кращі економічні показники, менше забруднення довкілля. До того ж відпадає потреба використовувати кисень, якого на енергетичні потреби спалюється в 5 раз більше, ніж його споживають усі живі істоти. Крім того, запаси ядерного пального (якщо їх повністю використати) приблизно в 20 разів перевищують запаси органічного палива всіх видів.

## Загальна характеристика
Основа ядерної енергетики — атомні електростанції, які забезпечують близько 6 % світового виробництва енергії та 13-14 % електроенергії. За даними МАГАТЕ у 2013 році у світі працювало 437 промислових ядерних реакторів, розташованих на території 31 країни. Було збудовано також понад 150 суден з ядерними енергетичними установками.
Перша атомна електростанція (5 МВт), що поклала початок використанню ядерної енергії в мирних цілях, була побудована в СРСР, у місті Обнінську в 1954. За прогнозами фахівців, частка ядерної енергетики в загальній структурі вироблення електроенергії у світі буде безупинно зростати за умови реалізації основних принципів концепції безпеки атомних електростанцій. Головні принципи цієї концепції — істотна модернізація сучасних ядерних реакторів, посилення мір захисту населення і довкілля від шкідливого техногенного впливу, підготовка висококваліфікованих кадрів для атомних електростанцій, розробка надійних сховищ радіоактивних відходів тощо.

## Ядерний паливний цикл
Існують різні типи паливних циклів, які залежать від типу реактора й від того, як відбувається кінцева стадія циклу.

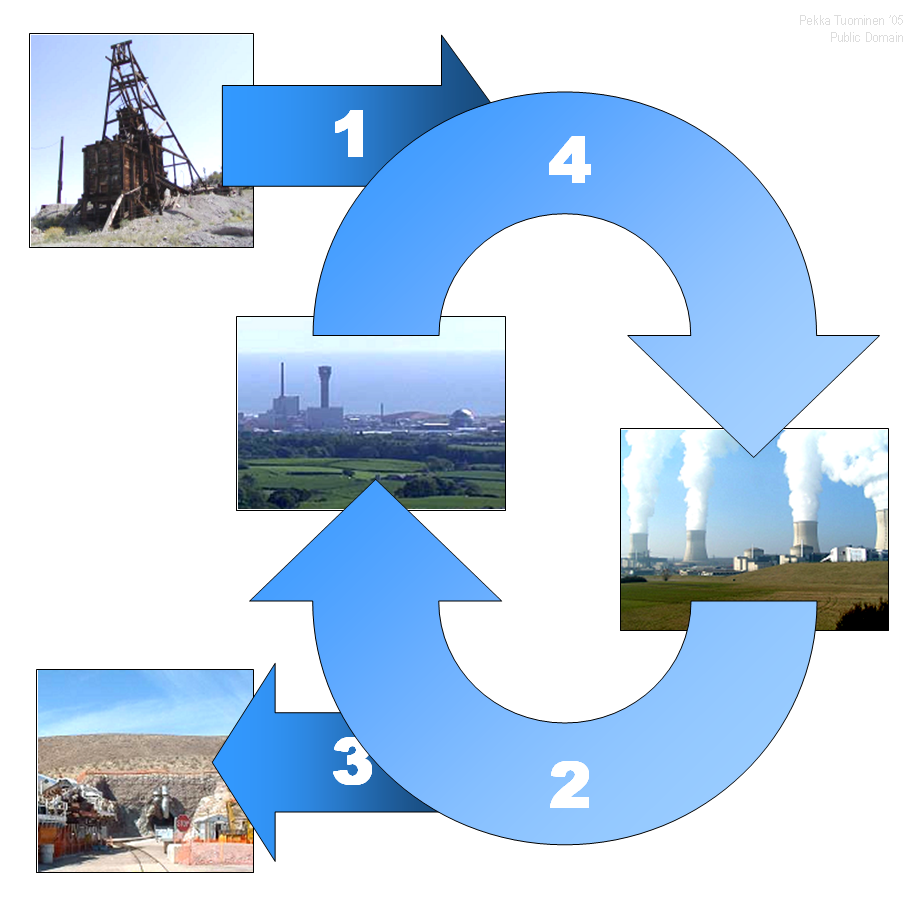
Ядерний паливний цикл. Уран добувається, збагачується і виготовляється ядерне паливо (1), яке постачають на АЕС. Після використання відпрацьоване паливо відвозиться на завод з переробки ядерних відходів (2) або остаточно захоронюється (3) на постійне зберігання у безпечне місце, наприклад, у скелю. 95 % відпрацьованого палива може бути перероблене для подальшого використання на електростанціях (4).

Зазвичай паливний цикл складається з таких етапів. У копальнях видобувається уранова руда. Вона подрібнюється для відділення діоксиду урану. Отриманий оксид урану (жовтий кек) перетворюють у гексафторид урану — газоподібна сполука. Для підвищення концентрації урану-235 гексафторид урану збагачують на заводах з розділення ізотопів. Потім збагачений уран знову перетворюють у твердий діоксид урану, з якого виготовляють паливні таблетки. З таблеток збирають тепловидільні елементи (твели), які об'єднують в збірки для завантаження в активну зону ядерного реактора АЕС. Вивантажене із реактора відпрацьоване паливо має високий рівень радіації і після охолодження на території електростанції (басейн витримки) відправляється в спеціальне сховище. Передбачається також видалення відходів із низьким рівнем радіації, що накопичуються в ході експлуатації і технічного обслуговування станції. Після закінчення терміну служби і сам реактор повинен бути виведений з експлуатації (з дезактивацією та утилізацією вузлів реактора). Кожен етап паливного циклу регламентується так, щоб забезпечувалися безпека людей і захист довкілля.

## Ядерні реактори
Промислові ядерні реактори спочатку розроблялися лише в країнах, що володіють ядерною зброєю. США, СРСР, Велика Британія і Франція активно досліджували різні варіанти ядерних реакторів. Однак згодом в атомній енергетиці стали домінувати три основні типи реакторів, що розрізняються, головним чином, паливом, теплоносієм (який застосовується для підтримки потрібної температури активної зони) і сповільнювачем (використовується для зниження швидкості нейтронів, що виділяються в процесі розпаду  і необхідні для підтримки ланцюгової реакції).
Станом на 2013 рік у світі використовуються шість основних типів ядерних реакторів: реактор з водою-охолоджувачем під тиском (PWR), або його аналог водо-водяний енергетичний реактор (ВВЕР), киплячий ядерний реактор (BWR), важководний реактор (HWR), газо-графітовий реактор (GCR), водо-графітовий реактор (LWGR/РБМК) та ядерний реактор на швидких нейтронах (FBR).
| За останніми даними МАГАТЕ всього у світі експлуатується окремими країнами, 437 ядерних енергетичних реакторів. Із них: | За останніми даними МАГАТЕ всього у світі експлуатується окремими країнами, 437 ядерних енергетичних реакторів. Із них: |
| --- | --- |
| PWR | 273 |
| BWR | 84 |
| HWR | 48 |
| GCR | 15 |
| LWGR | 15 |
| FBR | 2 |

Серед них перший (і найбільш поширений) тип — це реактор на збагаченому урані, у якому і теплоносієм, і сповільнювачем є звичайна, або «легка», вода (легководний реактор). Існують два основні різновиди легководного реактора: реактор, у якому пара, яка обертає турбіни, утворюється безпосередньо в активній зоні (киплячий реактор), і реактор, у якому пара утворюється у зовнішньому, або другому, контурі, який пов'язаний з першим контуром теплообмінниками і парогенераторами (Водо-водяний енергетичний реактор (ВВЕР)). Розроблення легководного реактора почалася ще за програмами збройних сил США. Так, у 1950-х роках компанії «Дженерал електрик» та «Вестінгауз» розробляли легководні реактори для підводних човнів та авіаносців ВМФ США. Ці фірми були також залучені до реалізації військових програм з розроблення технологій регенерації та збагачення ядерного палива. У тому ж десятилітті в Радянському Союзі був розроблений киплячий реактор з графітовим сповільнювачем.
Другий тип реактора, який знайшов практичне застосування, — реактор з газоохолодженням (з графітовим сповільнювачем). Його створення також було тісно пов'язане з ранніми програмами розроблення ядерної зброї. В кінці 1940-х — початку 1950-х років Велика Британія і Франція, прагнучи до створення власних атомних бомб, приділяли основну увагу розробленню реакторів з газоохолодженням, які досить ефективно виробляють плутоній і до того ж можуть працювати на природному урані.
Третій тип реактора, що мав комерційний успіх, — це реактор, у якому і теплоносієм, і сповільнювачем є важка вода, а паливом слугує також природний уран. На початку ядерного століття потенційні переваги важководного реактора досліджувалися в ряді країн. Однак потім виробництво таких реакторів зосередилося головним чином у Канаді через її великі запаси урану.

## Ядерна енергетика у світі
| Частка ядерної енергії від загального споживання електроенергії окремими країнами, на сер. 1998 | Частка ядерної енергії від загального споживання електроенергії окремими країнами, на сер. 1998 |
| ----------------------------------------------------------------------------------------------- | ----------------------------------------------------------------------------------------------- |
| Литва                                                                                           | 77.21                                                                                           |
| Франція                                                                                         | 75.77                                                                                           |
| Бельгія                                                                                         | 55.1                                                                                            |
| Україна                                                                                         | 45.42                                                                                           |
| Японія                                                                                          | 35.86                                                                                           |
| Німеччина                                                                                       | 28.29                                                                                           |
| США                                                                                             | 18.69                                                                                           |

Світовий статус ядерної енергетики на початку 2009.
Є реактори, будуються нові
Є реактори, планується побудова нових
Нема реакторів, але будуються
Нема реакторів, планується побудова
Є реактори, змін не планується
Є реактори, розглядаються плани зупинки
Енергетичні ядерні реактори заборонені законом
Нема реакторів

Станом на 2007 енергетичні ядерні реактори працювали в 31 країні світу. Найбільше ядерна енергетика розвинута в країнах з великими об'єднаними електричними мережами. Ядерна енергетика США найпотужніша у світі, 28 % від світового виробництва. Далі йдуть Франція з 18 % та Японія з 12 %. У 2007 році в світі працювало 439 ядерних реакторів із загальною потужністю 351 ГВт.
За оцінками МАГАТЕ від 2008, частка ядерної енергетики залишатиметься до 2030-го в межах від 12,4 % до 14,4 % світового виробництва енергії.
Станом на 2021 рік більше 30 країн виробляють електроенергію за допомогою атомних електростанцій, на які припадає 15% виробництва електрики в світі. У Франції близько 80% електроенергії виробляється атомними електростанціями. Значне зростання цін на нафту, що сталося в 2010-ті роки, змусило вкладати значні кошти в атомну енергетику. Такі країни, як США, Індія і Китай, вкладають мільярди доларів в будівництво АЕС.

## Ядерна енергетика в УРСР
- 1977-й рік — рік народження української атомної енергетики. В промислову експлуатацію введено перший енергоблок Чорнобильської АЕС з реактором РБМК-1000 (1000 МВт). Зростаюча потреба в електроенергії, прагнення замінити теплові та гідроелектростанції на потужніші — атомні, сприяли їх швидкому будівництву. На час техногенної аварії на 4-му блоці Чорнобильської АЕС (квітень 1986) в Україні перебувало в експлуатації 10 енергоблоків, 8 з яких потужністю 1000 МВт.
- У 1986 та в 1990-х роках — Верховною Радою УРСР було впроваджено мораторії на будівництво нових АЕС (в 1990 на 5 років)[8]. 21 жовтня 1993 року мораторій було знято Верховною Радою України[9]. Мораторії не стосувалися енергоблоків, які були в процесі будівництва, тому з 1986 по 1990 було введено в експлуатацію 6 атомних блоків потужністю 1000 МВт кожний: три на Запорізькій АЕС і по одному на Південно-Українській, Рівненській та Хмельницькій АЕС. На час здобуття незалежності (серпень 1991 р.) в Україні працювало 15 енергоблоків на 5 атомних електростанціях.

## Ядерна енергетика України

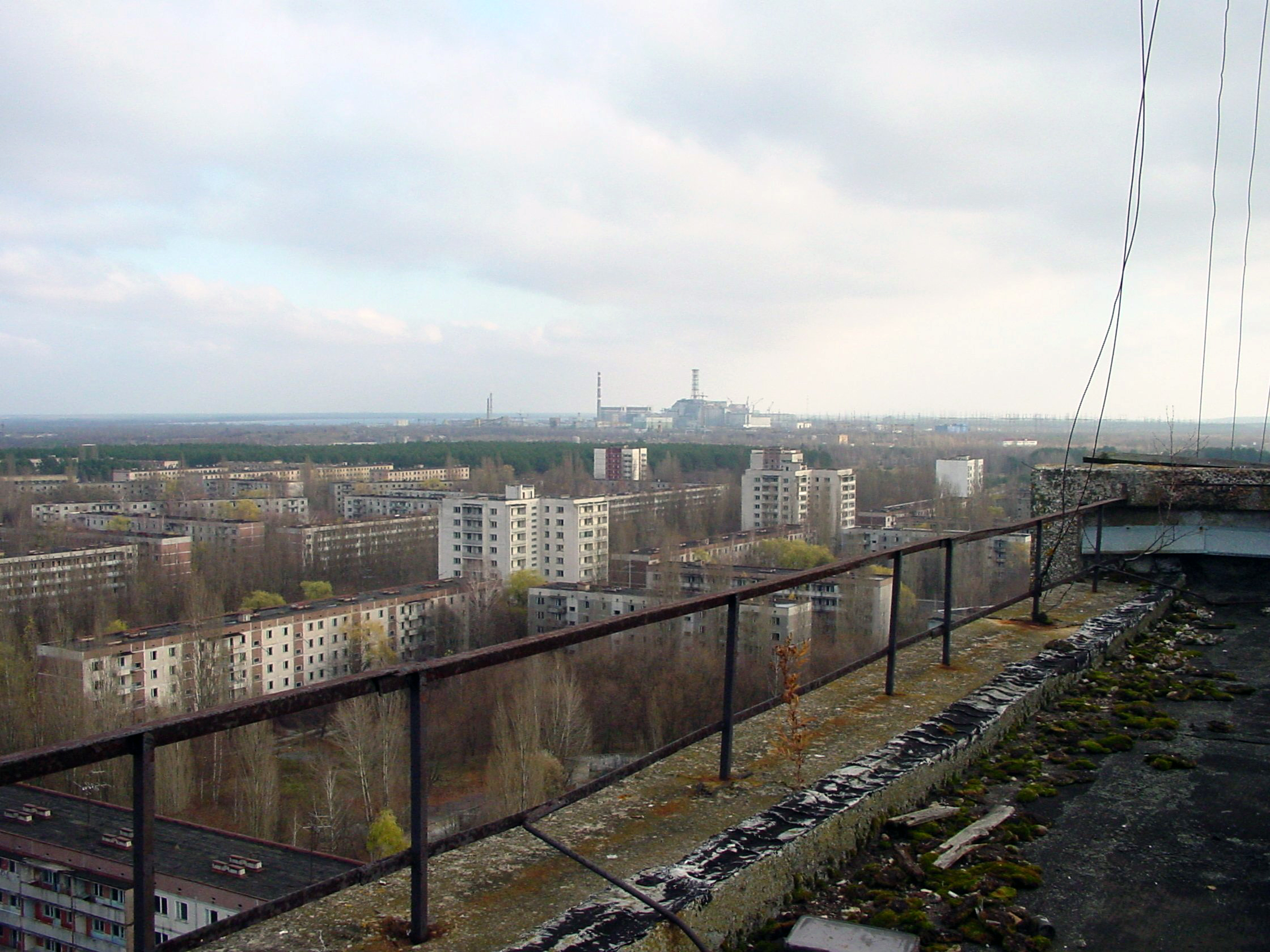
Знелюднене місто Прип'ять — наслідок Чорнобильської катастрофи

У грудні 1991 р. підприємства атомної енергетики були об'єднані у концерн «Укратоменергопром», який у січні 1993 було реорганізовано у Державний комітет України з використання ядерної енергії — Держкоматом України.
- 21 жовтня 1993 р. Верховна Рада України скасувала дію мораторію. Було відновлено роботи на 6-му блоці Запорізької АЕС, 4-му блоці Рівненської та 2-му — Хмельницької АЕС. У жовтні 1995 р. відбувся енергетичний пуск 6-го блоку Запорізької АЕС. Запорізька атомна станція із встановленою потужністю 6 млн кВт стала найбільшою в Європі. 17 жовтня 1996 р. постановою Кабінету Міністрів № 1268 було створено державне підприємство "Національна атомна енергогенеруюча компанія «Енергоатом». Чорнобильська АЕС — перша українська атомна електростанція, експлуатацію якої припинено до закінчення проєктного ресурсу. Нині три блоки станції з реакторами РБМК-1000 перебувають у стадії зняття з експлуатації, зокрема, 2-й енергоблок — з 1991 р. після пожежі у машинному залі, 1-й енергоблок — з 1996 р. за рішенням українського уряду, 3-й блок зупинено наприкінці 2000 р.

Постановою Уряду України від 25 квітня 2001 р. Чорнобильську АЕС виведено зі складу НАЕК «Енергоатом». Їй надано статус державного спеціалізованого підприємства. Для розв'язання питань працевлаштування вивільненого персоналу Чорнобильської АЕС, а також з метою підвищення ефективності управління якістю та ефективністю ремонтних робіт, що проводяться на атомних електростанціях, у листопаді 2000 р. створено підприємство «Атомремонтсервіс», яке увійшло до складу Компанії.
- З квітня 1999 р. уведено в промислову експлуатацію Олександрівську ГЕС з потужністю 2,5 МВт — частину Південноукраїнського енергетичного комплексу.
- У 2003 р. планується добудувати Ташлицьку ГАЕС, готовність двох агрегатів якої оцінюється у 80 відсотків. На державному рівні здійснюються заходи з добудови двох енергоблоків на Рівненській та Хмельницькій АЕС, готовність яких — 85-90 відсотків.
- У липні 2001 р. Запорізька АЕС отримала ліцензію на введення в дослідно-промислову експлуатацію перших трьох контейнерів сухого сховища відпрацьованого ядерного палива (ССВЯП). Нині проводиться робота з переведення сховища у промислову експлуатацію.
- У липні 2002 р. Південно-Українська АЕС першою серед українських атомних електростанцій отримала ліцензію Держатомрегулювання на експлуатацію ядерних установок. Серпень — жовтень 2004 р. Завершення спорудження та енергетичний пуск другого Хмельницького та четвертого Рівненського енергоблоків. На сьогодні в експлуатації на АЕС перебуває 15 енергоблоків, з них 13 — з реакторами типу ВВЕР-1000, 2 — ВВЕР-440.

За кількістю реакторів та їх сумарною потужністю Україна посідає восьме місце у світі та п'яте в Європі.
При наявності в Україні п'яти атомних електростанцій потужністю 11800 МВт (на 01.01.2000), уран відіграє значну роль у забезпеченні країни електроенергією. Його частка у виробництві електроенергії, в порівнянні з іншими енергоносіями, постійно зростає. Так у 2000 р. АЕС виробили 45,1 % електроенергії і майже зрівнялись з часткою ТЕС, на яких 19 млн кВт потужностей із 36 вимагають ремонту чи реконструкції.

## Критика

Найбільша перешкода для розвитку ядерної енергетики пов'язана з проблемами безпеки. За час використання атомних реакторів відбулася низка техногенних катастроф, найбільшою з яких була Чорнобильська катастрофа. Ядерна енергетика належить до невідновлюваних джерел енергії — вона використовує ядерне пальне, в основному уран, запаси якого не безмежні. Важливою проблемою залишається заховання радіоактивних відходів — впродовж роботи ядерного реактора в ньому накопичується велика кількість радіоактивних ізотопів із значним періодом напіврозпаду, які продовжуватимуть випромінювати ще тисячі років.

## Перспективи атомної енергетики
Серед тих, хто наполягає на необхідності продовжувати пошук безпечних і економічних шляхів розвитку атомної енергетики, можна виділити два основних напрямки. Прихильники першого вважають, що всі зусилля повинні бути зосереджені на усуненні недовіри суспільства до безпеки ядерних технологій. Для цього необхідно розробляти нові реактори, більш безпечні, ніж існуючі легководні. Тут становлять інтерес два типи реакторів: «технологічно гранично безпечний» реактор і «модульний» високотемпературний реактор з газоохолодженням.
Прототип модульного реактора розроблявся у Німеччині, а також у США і Японії. На відміну від легководного реактора, конструкції модульного реактора така, що безпека його роботи забезпечується пасивно — без прямих дій операторів, електричної або механічної системи захисту. У технологічно гранично безпечних реакторах теж застосовується система пасивного захисту. Такий реактор, ідея якого була запропонована у Швеції, мабуть, не просунувся б далі стадії проєктування, але він отримав серйозну підтримку у США серед тих, хто бачить у ньому потенційні переваги перед модульним реактором. Але майбутнє обох варіантів туманне через їхню невизначену вартість, складність розроблення, а також суперечливого майбутнього самої атомної енергетики.
Прихильники іншого напрямку вважають, що до того моменту, коли розвиненим країнам знадобляться нові електростанції, залишилося мало часу для розроблення нових реакторних технологій. На їхню думку, першочергове завдання полягає у тому, щоб стимулювати вкладення коштів у атомну енергетику.
Але крім цих двох перспектив розвитку атомної енергетики сформувалася і зовсім інша точка зору. Вона покладає надії на поновлювані джерела енергії (сонячна, вітрова) і на енергозбереження. На думку прихильників цієї точки зору, якщо передові країни переключаться на розроблення більш економічних джерел світла, побутових електроприладів, опалювального обладнання і кондиціонерів, то заощадженої електроенергії буде достатньо, щоб обійтися без усіх існуючих АЕС. Значне зменшення споживання електроенергії показує, що економічність може бути важливим чинником обмеження попиту на електроенергію.
Таким чином, атомна енергетика поки не витримала випробувань на економічність, безпеку і думку громадськості. Її майбутнє тепер залежить від того, наскільки ефективно і надійно буде здійснюватися контроль за будівництвом і експлуатацією АЕС, а також наскільки успішно будуть вирішені ряд інших проблем, таких, як проблема видалення радіоактивних відходів. Майбутнє атомної енергетики залежить також від життєздатності та експансії її сильних конкурентів — ТЕС, що працюють на вугіллі, нових енергозберігаючих технологій та відновлюваних енергоресурсів.